# Irlanda Unida

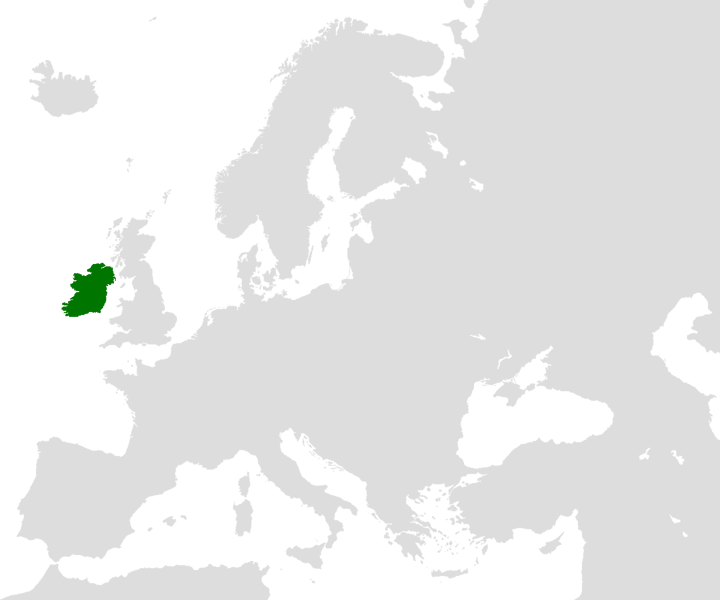
O mapa mostra a localização da ilha da Irlanda ao oeste do continente europeu.

A Irlanda unida (UI) é o termo usado para se referir a um Estado soberano que cobre todos os trinta e dois tradicionais condados da Irlanda. Atualmente, a ilha abrange o território de dois Estados soberanos independentes: a República da Irlanda, que abrange 26 condados  da ilha, e o Reino Unido, que inclui a Irlanda do Norte.
A Irlanda unida, totalmente independente do Reino Unido recebe apoio de republicanos irlandeses 
e nacionalistas irlandeses.
A divisão da ilha da Irlanda em 1920 resultou de questões econômicas, religiosas e políticas bem como fatores demográficos. Em termos demográficos, os seis condados da Irlanda do Norte contêm uma maioria protestante e unionista que favorece a continuidade da união com o Reino Unido. Os 26 condados da República da Irlanda contém uma maioria católica romana que rejeitou o governo britânico e tornou-se independente em 1922.
A saída do Reino Unido da União Europeia aumentou a probabilidade de uma Irlanda unida, a fim de evitar a exigência de uma possível fronteira rígida entre a Irlanda do Norte e a República da Irlanda.